# Notiogyne
Notiogyne là một chi nhện trong họ Linyphiidae.